# Svenska sommelierföreningen
Svenska sommelierföreningen är den officiella yrkesföreningen för sommelierer i Sverige, med cirka 250 medlemmar. I Sverige är yrkeskåren organiserad i Svenska Sommelierföreningen som även anordnar de svenska mästerskapen. 
Internationellt är sommeliererna organiserade i Association de la Sommellerie Internationale, ASI. Organisation anordnar världsmästerskap i sommelierie, vilket är en prestigefylld tävling som år 2007 vanns av svensken Andreas Larsson. De svenska mästerskapen 2015 vanns av Johan Nilsson.  
Intagning sker genom teoretiska och praktiska prov eller via godkänd examen från godkända sommelierutbildningar.
Sommelierföreningen har två sektioner: Västra sektionen och Södra sektionen.
Västra sektionen arrangerar även årligen Sommelierernas Dag, en B2B mötesplats för yrkesverksamma sommelierer, dryckesintresserade från restaurangbranschen, anställda vid Systembolaget och från den växande dryckeshandeln. Eventet är sedan 2015 utökat med en seminariedag för allmänheten.
Den nuvarande ordföranden i Svenska Sommelierföreningen heter Karina Tholin. (2013-)
Sedan 1988 ingår Svenska sommelierföreningen i den internationella sommelierorganisationen Association de la Sommellerie Internationale, ASI.